# وسترن فضایی

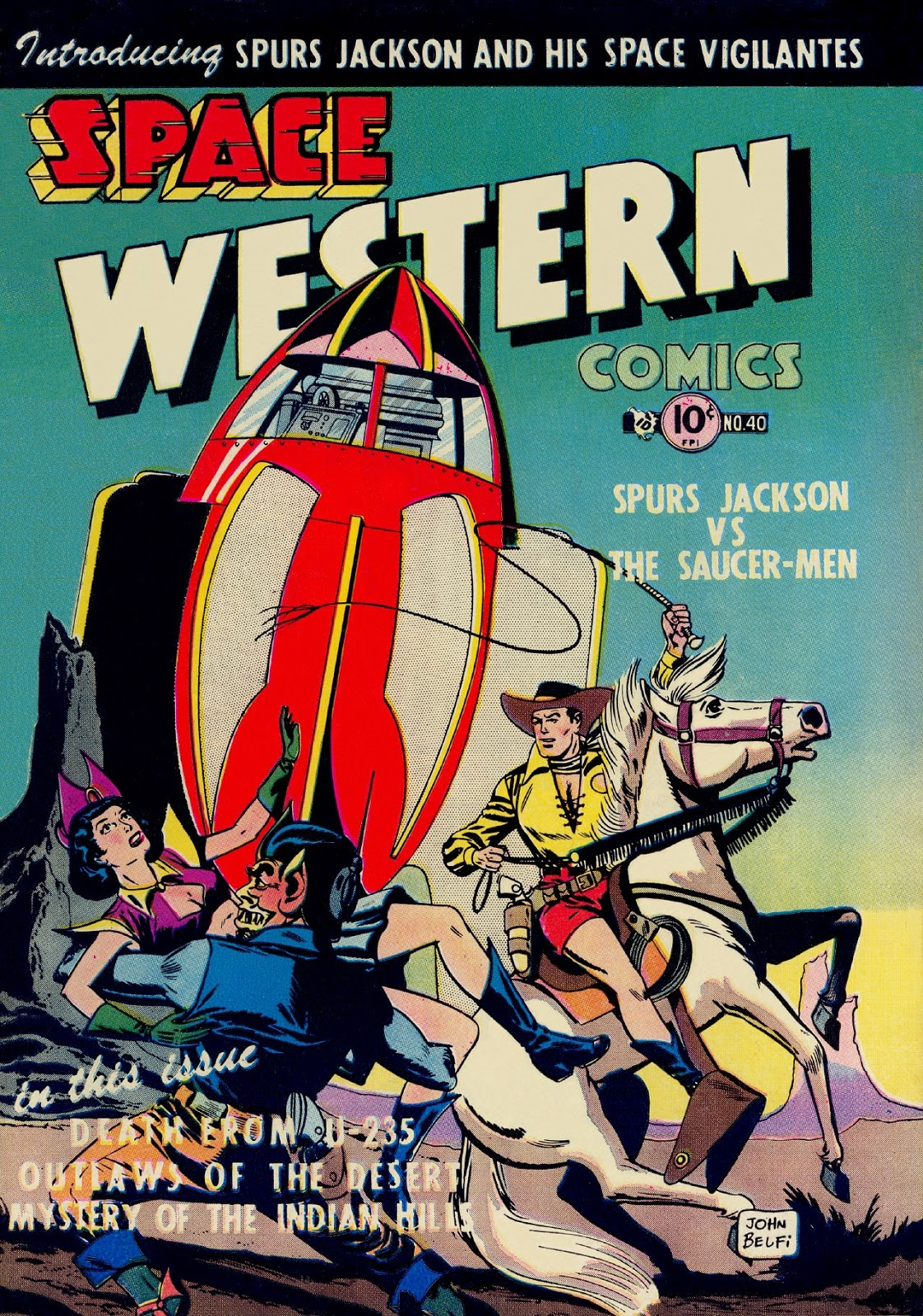
از نخستین رسانه‌های چاپی وسترن فضایی

وِستِرن فضایی یک زیرسبک از علمی-تخیلی است که از مضامین و مفهوم وسترن در داستان‌های علمی-تخیلی استفاده می‌کند. تأثیرات ظریف ممکن است شامل اکتشاف مرزهای نو و بی‌قانونی باشد، در حالی‌که تأثیرات آشکارتری ممکن است کابوی‌های واقعی در فضا باشد که از تفنگ‌های لیزری استفاده می‌کنند و سوار اسب‌های روباتیک می‌شوند. اگرچه این ژانر در ابتدا محبوب بود، اما واکنش شدید علیه نوشتن هک ادراک شده باعث شد تا ژانر تا دههٔ ۱۹۸۰ این ژانر اعتبار کمتری پیدا کند. هنگامی این ژانر دوباره محبوبیت پیدا کرد که سریال فایرفلای پخش شد.